# SMV
SMV — супергруппа, спонтанно сформированная в 2008 году бас-гитаристами Стенли Кларком, Маркусом Миллером и Виктором Вутеном; название группы образовано из первых букв имен музыкантов-основателей. Моментом рождения идеи создания данной группы принято считать первое совместное выступление трех музыкантов в 2006 году на организованном журналом «Bass Player» концерте, когда Миллер и Вутен присоединились к Кларку на сцене во время выступления с целью последующего вручения ему учрежденной журналом премии за достижения в области бас-гитарной музыки. Дебютный и на данный момент единственный альбом SMV «Thunder» был выпущен 12 августа 2008 года и сопровождался начатым в том же месяце всемирным гастрольным туром.